# Mary Onyali
Nkemdilim « Mary » Onyali-Omagbemi, née le 3 février 1968 dans l'État d'Adamawa, est une ancienne athlète nigériane, spécialiste du sprint.

## Biographie
Elle a conquis par ses succès le surnom de « reine nigériane du sprint ». Elle a grandi dans une famille sans père, celui-ci l'avait abandonnée, mais avec sa mère est trois petits frères et sœurs dont elle s'occupait pendant que sa mère allait travailler. Celle-ci attacha une grande importance à l'éducation de Mary qui commença dès l'école à s'intéresser au sport, principalement au saut en longueur et au saut en hauteur.
Avec son entrée au collège, son intérêt pour le sport s'amplifiait encore. Elle ne voulait rien savoir d'une vie sociale normale impliquant un mariage jeune et une famille. Elle voulait continuer à étudier. Comme sa famille ne pouvait plus lui financer ses études, elle décida d'aller étudier aux États-Unis avec une bourse d'études sportives. Pendant les championnats juniors du Nigéria, elle faisait des performances acceptables mais échouait deux fois consécutivement sur la scène internationale. Son tempérament lui permit de recevoir une bourse, avec l'appui de son actuel beau-père, pour aller étudier de 1985 à 1990 à l'université du Texas.

### Carrière
Mary Onyali commence sa carrière sur la scène internationale dès 1985, à 17 ans, lors des Championnats d'Afrique où elle décroche deux médailles d'argent, sur le 200 m et le relais 4 × 100 m. L'année suivante, elle est sélectionnée pour les championnats du monde juniors d'Athènes sur le 100 m, 200 m et 4 × 100 m. Sur la distance reine, elle signe le meilleur chrono des demi-finales (11 s 42) mais est disqualifiée en finale pour avoir empiété sur le couloir intérieur. Sur le demi-tour de piste, elle devient vice-championne du monde en 23 s 30, derrière sa compatriote Falilat Ogunkoya. Enfin, avec l'équipe nigériane, elle remporte le bronze sur le relais.
L'année suivante, elle fait son apparition aux championnats du monde en salle et termine 5e du 200 m, à 19 ans toujours. Lors de la saison estivale, elle remporte 4 médailles aux Jeux africains, le bronze sur 100 m, l'or sur 200 m, 4 × 100 m et 4 × 400 m. Un mois plus tard, elle participe à ses premiers championnats du monde séniors à Rome, alors qu'elle n'est toujours qu'une junior et s'invite en finale du 200 m où elle termine 6e dans l'excellent chrono de 22 s 52.
En 1988, elle obtient son premier titre de championne d'Afrique à Annaba sur 100 m, en 11 s 25. Sélectionnée pour ses premiers Jeux olympiques à Séoul, elle est éliminée en demi-finales d'un 200 m très controversé, malgré le super temps de 22 s 43. Également alignée au sein du relais 4 × 400 m, les Nigérianes terminent 9e des séries (3 min 30 s 21) et échoue à une place de la finale.
En 1989, Mary Onyali réalise le triplée 100 m, 200 m et 4 × 100 m aux championnats d'Afrique se déroulant à domicile, à Lagos. En fin de saison, elle termine 2e du 100 m et du 200 m de la Coupe du monde des nations à Barcelone derrière Sheila Echols (États-Unis) et Silke Gladisch-Möller (Allemagne de l'Est) respectivement. En 1990, elle ne participe à aucune compétition majeur, signant personnellement un record personnel sur 200 m à Villeneuve-d'Ascq en 22 s 31.
En mars 1991, elle prend part au 60 m des championnats du monde en salle et ne se qualifie pas pour la finale, échouant en 7 s 32 en demi-finale. Elle fait l'impasse sur le 200 m cette saison afin de se concentrer au 100 m et réalise son record personnel en 11 s 20 lors des championnats du monde de Tokyo où elle atteint la finale, et y termine à la 7e place en 11 s 39, dans un fort vent de face de - 3,0 m/s. Peu après, elle décroche deux nouvelles médailles d'or aux Jeux africains de 1991, sur le 100 m (11 s 12) et 4 × 100 m (44 s 21).
Aux Jeux olympiques de 1992, à Barcelone elle est finaliste sur 100 m mais termine 7e et demi-finaliste sur 200 m. Néanmoins, à 24 ans, elle décroche la première médaille internationale senior de sa carrière en remportant le bronze du relais 4 × 100 m, en 42 s 81, après avoir établi le record d'Afrique en séries. L'année suivante, elle signe 22 s 32 sur 200 m à Monaco, qu'elle égale aux championnats du monde de Stuttgart où elle termine 5e. Lors de ces mondiaux, elle prend la même place sur 100 m en 11 s 05, après être descendue pour la première fois de sa carrière sous les 11 secondes lors des demi-finales, réalisant 10 s 97, record du Nigeria à l'époque.
En 1994, elle participe à ses premiers Jeux du Commonwealth et repart avec 3 médailles : l'or sur 100 m et 4 × 100 m, l'argent sur 200 m. Elle signe cette année-là un meilleur chrono à 11 s 07 sur 100 m (Lausanne) et 22 s 60 sur le demi-tour de piste (Stockholm) puis prend part à la Coupe du monde des nations, terminant 3e au 100 m et 4e sur 200 m.
En 1995, Onyali est encore finaliste aux championnats du monde : à Göteborg, elle prend la 7e place de la distance reine et la 6e place du 200 m. Peu après ces championnats, elle établit son meilleur chrono de l'année sur 200 m lors du Mémorial Van Damme de Bruxelles, en 22 s 36. Comme en 1991, elle décroche en fin de saison 3 médailles d'or aux Jeux africains, sur le 100 m, 200 m et 4 × 100 m.
1996 est une année majeure pour Mary Onyali : à 28 ans, elle souhaite décrocher enfin une médaille individuelle lors d'une compétition mondiale, et cette année-là aux Jeux olympiques d'Atlanta, notamment sur sa distance préférée, le 100 m. Pour la finaliste de la distance reine des trois derniers mondiaux, la concrétisation ne serait pas de refus. Son pic de forme arrive justement lors des Jeux olympiques d'Atlanta : elle court en 11 s 04 lors des demi-finales, son meilleur chrono depuis son record personnel de 1993. Néanmoins, elle ne remporte pas la médaille espérée en finale, terminant 7e en 11 s 13, bien loin de la médaille de bronze d'Irina Privalova (10 s 84) où même de la 5e place de Merlene Ottey (10 s 88). Ironiquement, c'est sur le 200 m que la nigériane remportera enfin une médaille individuelle : en 22 s 38, elle arrache la médaille de bronze derrière la Française Marie-José Pérec et la Jamaïcaine Merlene Ottey. Sa deuxième médaille olympique a une bonne saveur. Avec le relais, elles prendront la 5e place. Le 14 août, juste après les Jeux, elle signe le record d'Afrique du 200 m à Zurich en 22 s 07.
En 1997, elle est absente des pistes et revient en 1998 avec un nouveau titre lors des championnats d'Afrique, au 100 m. Son titre sur 100 m en 11 s 05 est réalisé dans un fort vent de face de -2,1 m/s. Elle égale ce temps lors de la Coupe du monde des nations à Johannesbourg où elle termine 3e. Sur 200 m, elle réalise cette année là un bon chrono de 22 s 67, malgré tout modeste pour la nigériane puisqu'il représente son temps le plus lent depuis 12 ans. En 1999, son niveau est bien en deçà de ses performances et elle ne participe pas aux championnats du monde de Séville.
En 2000, elle réalise à La Chaux-de-Fonds 10 s 99 sur 100 m (+ 1,2 m/s) et 22 s 49 sur 200 m (+ 1,0 m/s), respectivement ses meilleurs résultats depuis 1993 et 1996. Néanmoins, elle ne passe pas les quarts de finale des deux épreuves aux Jeux olympiques de Sydney, se contentant de 11 s 40 et 23 s 03. Le relais nigérian se qualifie pour la finale et termine 7e.
À 33 ans, Onyali participe en 2001 aux championnats du monde d'Edmonton, ses premiers mondiaux depuis 1995. Elle est éliminée en demi-finales des deux épreuves (11 s 29 sur 100 m et 22 s 80), mais aurait dû participer à la finale du 200 m, à la suite de la disqualification des années plus tard pour dopage de l'américaine Kelli White. Le relais nigérian échoue au pied du podium, en 42 s 52.
Le scénario des mondiaux de 2001 se réalise de nouveau lors des championnats du monde 2003 à Paris, Kelli White étant disqualifiée. Lors de ces mondiaux, elle est de nouveau demi-finaliste sur 100 m (11 s 35). Plus tôt en mars, elle était alignée au 200 m des championnats du monde en salle de Birmingham mais a été disqualifiée en séries pour avoir empiété le couloir intérieur. En fin de saison, elle décroche 3 autres médailles d'or lors des Jeux africains, sa dernière participation à 35 ans, sur 100 m (11 s 26), 200 m (23 s 09) et 4 × 100 m (43 s 44).
2004 sera sa dernière année de compétition, âgée alors de 36 ans : elle est sélectionnée pour ses cinquièmes Jeux olympiques à Athènes sur 200 m mais quitte la compétition au stade des quarts de finale (23 s 75). Elle met un terme à sa carrière sportive ensuite.

### Records
Mary Onyali a détenu le record du Nigeria du 100 m en 10 s 97, qui sera battu et détenu aujourd'hui par sa compatriote Blessing Okagbare en 10 s 79. Elle détient toujours, en 2017, le record d'Afrique du 200 m en 22 s 07, qui a dangereusement été frôlé par l'Ivoirienne Marie-Josée Ta Lou en 2017 avec ses 22 s 08. Celui-ci est finalement battu par Blessing Okagbare le 25 mars 2018 en 22 s 04 (+ 0,5 m/s).
Par ailleurs, elle est la première athlète nigériane (homme et femme confondus) de tout sport à prendre part à cinq Jeux olympiques. Ce record sera égalé en 2008 par les pongistes Bose Kaffo et Segun Toriola, ce dernier ajoutant à son palmarès une sixième participation à Londres en 2012.

## Vie privée
Elle est mariée à Victor Omagbemi et est souvent appelée Onyali-Omagbemi.

## Palmarès
| Date | Compétition                    | Lieu          | Résultat | Épreuve   | Temps         |
| ---- | ------------------------------ | ------------- | -------- | --------- | ------------- |
| 1985 | Championnats d'Afrique         | Le Caire      | 2e       | 200 m     | 23 s 98       |
| 1985 | Championnats d'Afrique         | Le Caire      | 2e       | 4 × 100 m | 45 s 45       |
| 1986 | Championnats du monde juniors  | Athènes       | finale   | 100 m     | DQ            |
| 1986 | Championnats du monde juniors  | Athènes       | 2e       | 200 m     | 23 s 30       |
| 1986 | Championnats du monde juniors  | Athènes       | 3e       | 4 × 100 m | 44 s 13       |
| 1987 | Championnats du monde en salle | Indianapolis  | 5e       | 200 m     | 23 s 56       |
| 1987 | Jeux africains                 | Nairobi       | 3e       | 100 m     | 11 s 47       |
| 1987 | Jeux africains                 | Nairobi       | 1re      | 200 m     | 22 s 66       |
| 1987 | Jeux africains                 | Nairobi       | 1re      | 4 × 100 m | 43 s 44       |
| 1987 | Jeux africains                 | Nairobi       | 1re      | 4 × 400 m | 3 min 27 s 08 |
| 1987 | Championnats du monde          | Rome          | 6e       | 200 m     | 22 s 52       |
| 1988 | Championnats d'Afrique         | Annaba        | 1re      | 100 m     | 11 s 25       |
| 1988 | Jeux olympiques                | Séoul         | sf       | 200 m     | 22 s 43       |
| 1988 | Jeux olympiques                | Séoul         | 9e       | 4 × 100 m | 3 min 30 s 21 |
| 1989 | Championnats d'Afrique         | Lagos         | 1re      | 100 m     | 11 s 22       |
| 1989 | Championnats d'Afrique         | Lagos         | 1re      | 200 m     | 23 s 00       |
| 1989 | Championnats d'Afrique         | Lagos         | 1re      | 4 × 100 m | 44 s 60       |
| 1989 | Coupe du monde des nations     | Athènes       | 2e       | 100 m     | 11 s 23       |
| 1989 | Coupe du monde des nations     | Athènes       | 2e       | 200 m     | 22 s 82       |
| 1989 | Coupe du monde des nations     | Athènes       | finale   | 4 × 100 m | DNF           |
| 1991 | Championnats du monde en salle | Séville       | sf       | 60 m      | 7 s 32        |
| 1991 | Championnats du monde          | Tokyo         | 7e       | 100 m     | 11 s 39       |
| 1991 | Championnats du monde          | Tokyo         | 4e       | 4 × 100 m | 42 s 77       |
| 1991 | Championnats du monde          | Tokyo         | 5e       | 4 × 100 m | 3 min 24 s 45 |
| 1991 | Jeux africains                 | Le Caire      | 1re      | 100 m     | 11 s 12       |
| 1991 | Jeux africains                 | Le Caire      | 1re      | 4 × 100 m | 44 s 21       |
| 1992 | Jeux olympiques                | Barcelone     | 7e       | 100 m     | 11 s 15       |
| 1992 | Jeux olympiques                | Barcelone     | 3e       | 4 × 100 m | 42 s 81       |
| 1993 | Championnats d'Afrique         | Durban        | 1re      | 200 m     | 22 s 71       |
| 1993 | Championnats d'Afrique         | Durban        | 1re      | 4 × 100 m | 43 s 49       |
| 1993 | Championnats d'Afrique         | Durban        | 1re      | 4 × 400 m | 3 min 33 s 21 |
| 1993 | Championnats du monde          | Stuttgart     | 5e       | 100 m     | 11 s 05       |
| 1993 | Championnats du monde          | Stuttgart     | 5e       | 200 m     | 22 s 32       |
| 1993 | Finale du Grand Prix IAAF      | Londres       | 6e       | 100 m     | 11 s 38       |
| 1994 | Jeux du Commonwealth           | Victoria      | 1re      | 100 m     | 11 s 06       |
| 1994 | Jeux du Commonwealth           | Victoria      | 2e       | 200 m     | 22 s 35       |
| 1994 | Jeux du Commonwealth           | Victoria      | 1re      | 4 × 100 m | 42 s 99       |
| 1994 | Coupe du monde des nations     | Londres       | 3e       | 100 m     | 11 s 52       |
| 1994 | Coupe du monde des nations     | Londres       | 4e       | 200 m     | 22 s 82       |
| 1994 | Coupe du monde des nations     | Londres       | 1re      | 4 × 100 m | 42 s 92       |
| 1995 | Championnats du monde          | Göteborg      | 7e       | 100 m     | 11 s 19       |
| 1995 | Championnats du monde          | Göteborg      | 6e       | 200 m     | 22 s 71       |
| 1995 | Jeux africains                 | Harare        | 1re      | 100 m     | 11 s 18       |
| 1995 | Jeux africains                 | Harare        | 1re      | 200 m     | 22 s 75       |
| 1995 | Jeux africains                 | Harare        | 1re      | 4 × 100 m | 43 s 43       |
| 1995 | Finale du Grand Prix IAAF      | Monaco        | 2e       | 200 m     | 22 s 69       |
| 1996 | Jeux olympiques                | Atlanta       | 7e       | 100 m     | 11 s 13       |
| 1996 | Jeux olympiques                | Atlanta       | 3e       | 200 m     | 22 s 38       |
| 1996 | Jeux olympiques                | Atlanta       | 5e       | 4 × 100 m | 42 s 56       |
| 1998 | Championnats d'Afrique         | Dakar         | 1re      | 100 m     | 11 s 05       |
| 1998 | Coupe du monde des nations     | Johannesbourg | 3e       | 100 m     | 11 s 05       |
| 1998 | Coupe du monde des nations     | Johannesbourg | 4e       | 4 × 100 m | 42 s 91       |
| 2000 | Jeux olympiques                | Sydney        | qf       | 100 m     | 11 s 40       |
| 2000 | Jeux olympiques                | Sydney        | qf       | 200 m     | 23 s 03       |
| 2000 | Jeux olympiques                | Sydney        | 7e       | 4 × 100 m | 44 s 05       |
| 2001 | Championnats du monde          | Edmonton      | 8e       | 100 m     | —             |
| 2001 | Championnats du monde          | Edmonton      | 8e       | 200 m     | —             |
| 2001 | Championnats du monde          | Edmonton      | 4e       | 4 × 100 m | 42 s 52       |
| 2003 | Championnats du monde en salle | Birmingham    | séries   | 200 m     | DQ            |
| 2003 | Championnats du monde          | Paris         | sf       | 100 m     | 11 s 35       |
| 2003 | Championnats du monde          | Paris         | 8e       | 200 m     | —             |
| 2003 | Jeux africains                 | Abuja         | 1re      | 100 m     | 11 s 26       |
| 2003 | Jeux africains                 | Abuja         | 1re      | 200 m     | 23 s 09       |
| 2003 | Jeux africains                 | Abuja         | 1re      | 4 × 100 m | 43 s 04       |
| 2004 | Jeux olympiques                | Athènes       | qf       | 200 m     | 23 s 75       |

## Records
| Épreuve | Performance  | Lieu      | Date         |
| ------- | ------------ | --------- | ------------ |
| 100 m   | 10 s 97      | Stuttgart | 15 août 1993 |
| 200 m   | 22 s 07 (AR) | Zurich    | 14 août 1996 |

## Sources
- (de) Cet article est partiellement ou en totalité issu de l’article de Wikipédia en allemand intitulé « Mary Onyali-Omagbemi » (voir la liste des auteurs).